# 戸部良一
戸部 良一（とべ りょういち、1948年 - ）は、日本の社会科学者。学位は、博士（法学）（京都大学・論文博士・1992年）（学位論文『支那事変和平工作史研究』）。国際日本文化研究センター名誉教授、防衛大学校名誉教授。専門は日本近現代史。

## 人物
昭和戦前・戦時期の日本外交、特に外務省革新派や日中関係、日本陸軍などの研究を行う。また、歴史研究と組織論を組み合わせたノモンハン事件・太平洋戦争の学際的研究『失敗の本質』の著者の一人として知られる。
猪木正道に師事したことがあるが、猪木が防衛大学校に転任した後、高坂正堯の指導を受けた。

## 経歴

### 学歴
- 1948年 宮城県生まれ
- 1971年 京都大学法学部卒
- 1973年 同大学院法学研究科政治学専攻修士課程修了
- 1976年 同博士課程単位取得満期退学
- 1992年 博士（法学）（京都大学）、学位論文は『支那事変和平工作史研究』

### 研究歴
- 1976年 防衛大学校講師
- 1980年 同助教授
- 1990年 同人文社会科学群国際関係学科教授
- 2009年 同退官、国際日本文化研究センター教授
- 2014年 同定年退職、帝京大学文学部部史学科教授
- 2019年 同定年退職

### 受賞
- 1992年 吉田茂賞（『ピース・フィーラー――支那事変和平工作の群像』）
- 2017年 アジア・太平洋賞特別賞（『自壊の病理――日本陸軍の組織分析』）

## 著書

### 単著
- 『ピース・フィーラー：支那事変和平工作の群像』（論創社 1991年／ちくま学芸文庫 2024年、解説 波多野澄雄）
- 『日本の近代（9） 逆説の軍隊』（中央公論社 1998年／中公文庫〈シリーズ日本の近代〉 2012年）
- 『日本陸軍と中国――「支那通」にみる夢と蹉跌』（講談社選書メチエ 1999年／ちくま学芸文庫 2016年、解説 五百旗頭真）
- 『外務省革新派――世界新秩序の幻影』（中公新書 2010年）
- 『自壊の病理――日本陸軍の組織分析』（日本経済新聞出版社 2017年）
- 『昭和の指導者』[2]（中央公論新社 2019年）
- 『戦争のなかの日本』（千倉書房 2020年）ISBN 9784805112090
- 『日中和平工作―1937－1941』（吉川弘文館 2024年）ISBN 9784642084437

### 共著
- （野中郁次郎・寺本義也・鎌田伸一・杉之尾孝生・村井友秀）『失敗の本質――日本軍の組織論的研究』（ダイヤモンド社、1984年／中公文庫、1991年、新版2024年）
- （波多野澄雄・五味俊樹・井上勇一・草野厚）『昭和史――その遺産と負債』（朝日出版社、1989年）
- （野中郁次郎・寺本義也・鎌田伸一・杉之尾孝生・村井友秀）『戦略の本質――戦史に学ぶ逆転のリーダーシップ』（日本経済新聞社、2005年／日経ビジネス人文庫、2008年、新版2024年）
- （半藤一利・秦郁彦・保阪正康・黒野耐・戸髙一成・福田和也）『昭和陸海軍の失敗――彼らはなぜ国家を破滅の淵に追いやったのか』（文春新書、2007年）
- （野中郁次郎・寺本義也）『国家経営の本質』（日本経済新聞出版社、2014年。「国家戦略の本質」日経ビジネス人文庫、2020年）
- （波多野澄雄・松元崇・庄司潤一郎・川島真）『決定版 日中戦争』（新潮新書、2018年）
- （野中郁次郎・河野仁・麻田雅文）『知略の本質 戦史に学ぶ逆転と勝利』（日本経済新聞出版社、2019年）
- （波多野澄雄・赤木完爾・庄司潤一郎・川島真・松元崇・兼原信克）『決定版 大東亜戦争（上・下）』（新潮新書、2021年）

### 編著・共編著
- （三輪公忠）『日本の岐路と松岡外交――1940-1941』（南窓社、1993年）
- （波多野澄雄）『日中戦争の軍事的展開』（慶應義塾大学出版会、2006年）
- 『近代日本のリーダーシップ――岐路に立つ指導者たち』（千倉書房、2014年）
- （木村茂光・小山俊樹・深谷幸治）『大学でまなぶ日本の歴史』（吉川弘文館、2016年）
- （黄自進・劉建輝）『〈日中戦争〉とは何だったのか 複眼的視点』（ミネルヴァ書房、2017年）

### 訳書
- ウォルト・ロストウ（高坂正堯・山野博史）『政治と成長の諸段階（上・下）』（ダイヤモンド社, 1975年）